# Trzaška
La Trzaška o condimento triestino è un olio aromatizzato al prezzemolo.

## Storia
Sin dai primi anni ottanta del 1900 compare sulle tavole degli istriani e dei triestini per successivamente aumentare il suo picco di popolarità sino alla Grecia ed al Sud Tirolo.

## Utilizzi
Il condimento viene utilizzato sul pesce, solitamente sui filetti, sui tranci, sui teutidi (calamari, totani...) e sulle insalate di mare. Nelle isole della Croazia viene anche utilizzato molto spesso per la preparazione ed il condimento dell'insalata.